# NGC 4626
NGC 4626 é uma galáxia espiral (Sbc) localizada na direcção da constelação de Virgo. Possui uma declinação de -07° 02' 41" e uma ascensão recta de 12 horas, 42 minutos e 25,4 segundos.
A galáxia NGC 4626 foi descoberta em 20 de Março de 1789 por William Herschel.